# アラゴーナ
アラゴーナ（イタリア語: Aragona）は、イタリア共和国シチリア自治州アグリジェント県にある、人口約9,400人の基礎自治体（コムーネ）。

## 地理

### 位置・広がり

#### 隣接コムーネ
隣接するコムーネは以下の通り。括弧内のCLはカルタニッセッタ県所属を示す。
- アグリジェント
- カンポフランコ (CL)
- カステルテルミニ
- コミティーニ
- ファヴァーラ
- グロッテ
- ヨッポロ・ジャンカークシオ
- サンタンジェロ・ムクサーロ
- サンタ・エリザベッタ